# 1,8-萘啶
1,8-萘啶（也称为1,8-二氮杂萘）是萘啶（二氮杂萘，分子式C8H6N2）的同分异构体之一。其衍生物有依诺沙星、萘啶酸、曲伐沙星等。1,8-萘啶在配位化学中是双核配体，即与两个金属原子配位的配体。